# 2023-as női kosárlabda-Európa-bajnokság
A 2023-as női kosárlabda-Európa-bajnokságot június 15. és 25. között rendezték Izraelben és Szlovéniában. Ez volt a 39. női kosárlabda-Európa-bajnokság. Az Európa-bajnokság első hat helyezettje részt vehetett az olimpiai selejtezőtornán. Az Eb-t a belga válogatott nyerte, története során először.

## Résztvevők
| Ország         | Kvalifikáció módja       | Kvalifikáció dátuma | Utolsó részvétel |
| -------------- | ------------------------ | ------------------- | ---------------- |
| Szlovénia      | Rendező                  | 2021. június 11.    | 2021             |
| Izrael         | Rendező                  | 2021. június 11.    | 2011             |
| Lettország     | J csoport győztese       | 2022. november 27.  | 2019             |
| Spanyolország  | C csoport győztese       | 2022. november 27.  | 2021             |
| Olaszország    | H csoport győztese       | 2022. november 27.  | 2021             |
| Belgium        | A csoport győztese       | 2023. február 9.    | 2021             |
| Franciaország  | B csoport győztese       | 2023. február 9.    | 2021             |
| Montenegró     | F csoport győztese       | 2023. február 9.    | 2021             |
| Szerbia        | E csoport győztese       | 2023. február 9.    | 2021             |
| Törökország    | D csoport győztese       | 2023. február 9.    | 2021             |
| Görögország    | G csoport győztese       | 2023. február 9.    | 2021             |
| Magyarország   | Az egyik legjobb második | 2023. február 12.   | 2019             |
| Nagy-Britannia | Az egyik legjobb második | 2023. február 12.   | 2019             |
| Csehország     | I csoport győztese       | 2023. február 12.   | 2021             |
| Szlovákia      | Az egyik legjobb második | 2023. február 12.   | 2021             |
| Németország    | Az egyik legjobb második | 2023. február 12.   | 2011             |

## Sorsolás
A csoportkör sorsolását 2023. március 8-án tartották Ljubljanában. A kiemelés a FIBA-világranglista alapján történt. A rendező Szlovénia és Izrael egy-egy hazai pályán játszó csoportba került. Továbbá a sorsolás előtt Szlovénia párnak Szerbiát választotta, bár különböző csoportokban játszanak. Izrael a Csehországgal került párba, amely beleegyezett, hogy ugyanabban a csoportban játszanak.
| 1. kalap                                          | 2. kalap                                            | 3. kalap                                             | 4. kalap                                         |
| ------------------------------------------------- | --------------------------------------------------- | ---------------------------------------------------- | ------------------------------------------------ |
| Spanyolország · Franciaország · Belgium · Szerbia | Törökország · Olaszország · Görögország · Szlovénia | Nagy-Britannia · Montenegró · Szlovákia · Csehország | Magyarország · Lettország · Németország · Izrael |

## Csoportkör

### A csoport
| Hely. | Csapat        | M | Gy | V | P+  | P–  | Pk  | P | Továbbjutás              |
| ----- | ------------- | - | -- | - | --- | --- | --- | - | ------------------------ |
| 1.    | Spanyolország | 3 | 2  | 1 | 217 | 184 | +33 | 5 | Negyeddöntő              |
| 2.    | Montenegró    | 3 | 2  | 1 | 192 | 205 | −13 | 5 | A negyeddöntőbe jutásért |
| 3.    | Görögország   | 3 | 1  | 2 | 202 | 215 | −13 | 4 | A negyeddöntőbe jutásért |
| 4.    | Lettország    | 3 | 1  | 2 | 190 | 197 | −7  | 4 |                          |

1. 1 2  Egymás elleni eredmény: Spanyolország 78–57 Montenegró
2. 1 2  Egymás elleni eredmény: Görögország 73–65 Lettország

| 2023. június 15. 12:15 | Montenegró                               | 74–69     | Görögország        | Tel Aviv Arena, Tel-Aviv Nézőszám: 100 Játékvezetők: Wojciech Liszka (POL), Ventsislav Velikov (BUL), Mihkel Männiste (EST) |
| 2023. június 15. 12:15 | (18–23, 23–11, 19–15, 14–20) Jegyzőkönyv |           |                    | Tel Aviv Arena, Tel-Aviv Nézőszám: 100 Játékvezetők: Wojciech Liszka (POL), Ventsislav Velikov (BUL), Mihkel Männiste (EST) |
| 2023. június 15. 12:15 | Živković 15                              | Pont      | Fasoula, Spanou 15 | Tel Aviv Arena, Tel-Aviv Nézőszám: 100 Játékvezetők: Wojciech Liszka (POL), Ventsislav Velikov (BUL), Mihkel Männiste (EST) |
| 2023. június 15. 12:15 | Živkovic 14                              | Lepattanó | Spanou 11          | Tel Aviv Arena, Tel-Aviv Nézőszám: 100 Játékvezetők: Wojciech Liszka (POL), Ventsislav Velikov (BUL), Mihkel Männiste (EST) |
| 2023. június 15. 12:15 | Mujović 5                                | Gólpassz  | Spanou 6           | Tel Aviv Arena, Tel-Aviv Nézőszám: 100 Játékvezetők: Wojciech Liszka (POL), Ventsislav Velikov (BUL), Mihkel Männiste (EST) |

| 2023. június 15. 21:00 | Lettország                               | 67–63     | Spanyolország | Tel Aviv Arena, Tel-Aviv Nézőszám: 100 Játékvezetők: Györgyi Gizella (ROU), Marek Kúkelčík (SVK), Sinisa Prpa (SRB) |
| 2023. június 15. 21:00 | (17–15, 20–13, 18–19, 12–16) Jegyzőkönyv |           |               | Tel Aviv Arena, Tel-Aviv Nézőszám: 100 Játékvezetők: Györgyi Gizella (ROU), Marek Kúkelčík (SVK), Sinisa Prpa (SRB) |
| 2023. június 15. 21:00 | Šteinberga 22                            | Pont      | Gil 20        | Tel Aviv Arena, Tel-Aviv Nézőszám: 100 Játékvezetők: Györgyi Gizella (ROU), Marek Kúkelčík (SVK), Sinisa Prpa (SRB) |
| 2023. június 15. 21:00 | Jurjāne 9                                | Lepattanó | Gil 10        | Tel Aviv Arena, Tel-Aviv Nézőszám: 100 Játékvezetők: Györgyi Gizella (ROU), Marek Kúkelčík (SVK), Sinisa Prpa (SRB) |
| 2023. június 15. 21:00 | Pulvere 7                                | Gólpassz  | Cazorla 4     | Tel Aviv Arena, Tel-Aviv Nézőszám: 100 Játékvezetők: Györgyi Gizella (ROU), Marek Kúkelčík (SVK), Sinisa Prpa (SRB) |

| 2023. június 16. 18:15 | Görögország                              | 73–65     | Lettország      | Tel Aviv Arena, Tel-Aviv Nézőszám: 49 Játékvezetők: Maj Forsberg (DEN), Michał Proc (CZE), Amel Dahra (FRA) |
| 2023. június 16. 18:15 | (13–17, 19–17, 24–13, 17–18) Jegyzőkönyv |           |                 | Tel Aviv Arena, Tel-Aviv Nézőszám: 49 Játékvezetők: Maj Forsberg (DEN), Michał Proc (CZE), Amel Dahra (FRA) |
| 2023. június 16. 18:15 | Fasoula, Spanou 22                       | Pont      | Gulbe, Laksa 15 | Tel Aviv Arena, Tel-Aviv Nézőszám: 49 Játékvezetők: Maj Forsberg (DEN), Michał Proc (CZE), Amel Dahra (FRA) |
| 2023. június 16. 18:15 | Christinaki 12                           | Lepattanó | Šteinberga 10   | Tel Aviv Arena, Tel-Aviv Nézőszám: 49 Játékvezetők: Maj Forsberg (DEN), Michał Proc (CZE), Amel Dahra (FRA) |
| 2023. június 16. 18:15 | Spanou 4                                 | Gólpassz  | Strautmane 4    | Tel Aviv Arena, Tel-Aviv Nézőszám: 49 Játékvezetők: Maj Forsberg (DEN), Michał Proc (CZE), Amel Dahra (FRA) |

| 2023. június 16. 20:45 | Spanyolország                           | 78–57     | Montenegró  | Tel Aviv Arena, Tel-Aviv Nézőszám: 49 Játékvezetők: Paulo Marques (POR), Tóth Cecília (HUN), Marek Kúkelčík (SVK) |
| 2023. június 16. 20:45 | (19–14, 23–15, 10–22, 26–6) Jegyzőkönyv |           |             | Tel Aviv Arena, Tel-Aviv Nézőszám: 49 Játékvezetők: Paulo Marques (POR), Tóth Cecília (HUN), Marek Kúkelčík (SVK) |
| 2023. június 16. 20:45 | Conde 20                                | Pont      | Leković 15  | Tel Aviv Arena, Tel-Aviv Nézőszám: 49 Játékvezetők: Paulo Marques (POR), Tóth Cecília (HUN), Marek Kúkelčík (SVK) |
| 2023. június 16. 20:45 | Conde, Gil 6                            | Lepattanó | Jovanović 7 | Tel Aviv Arena, Tel-Aviv Nézőszám: 49 Játékvezetők: Paulo Marques (POR), Tóth Cecília (HUN), Marek Kúkelčík (SVK) |
| 2023. június 16. 20:45 | Rodríguez 4                             | Gólpassz  | Mujović 5   | Tel Aviv Arena, Tel-Aviv Nézőszám: 49 Játékvezetők: Paulo Marques (POR), Tóth Cecília (HUN), Marek Kúkelčík (SVK) |

| 2023. június 18. 12:15 | Montenegró                               | 61–58     | Lettország    | Tel Aviv Arena, Tel-Aviv Nézőszám: 50 Játékvezetők: Maj Forsberg (DEN), Kerem Baki (TUR), Mihkel Männiste (EST) |
| 2023. június 18. 12:15 | (12–16, 12–14, 21–10, 16–18) Jegyzőkönyv |           |               | Tel Aviv Arena, Tel-Aviv Nézőszám: 50 Játékvezetők: Maj Forsberg (DEN), Kerem Baki (TUR), Mihkel Männiste (EST) |
| 2023. június 18. 12:15 | Mack 22                                  | Pont      | Šteinberga 23 | Tel Aviv Arena, Tel-Aviv Nézőszám: 50 Játékvezetők: Maj Forsberg (DEN), Kerem Baki (TUR), Mihkel Männiste (EST) |
| 2023. június 18. 12:15 | Mack 20                                  | Lepattanó | Šteinberga 8  | Tel Aviv Arena, Tel-Aviv Nézőszám: 50 Játékvezetők: Maj Forsberg (DEN), Kerem Baki (TUR), Mihkel Männiste (EST) |
| 2023. június 18. 12:15 | Mujović 5                                | Gólpassz  | Pulvere 7     | Tel Aviv Arena, Tel-Aviv Nézőszám: 50 Játékvezetők: Maj Forsberg (DEN), Kerem Baki (TUR), Mihkel Männiste (EST) |

| 2023. június 18. 20:45 | Spanyolország                           | 76–60     | Görögország   | Tel Aviv Arena, Tel-Aviv Nézőszám: 100 Játékvezetők: Györgyi Viola (ROU), Michał Proc (CZE), Franko Gracin (CRO) |
| 2023. június 18. 20:45 | (20–18, 15–9, 20–22, 21–11) Jegyzőkönyv |           |               | Tel Aviv Arena, Tel-Aviv Nézőszám: 100 Játékvezetők: Györgyi Viola (ROU), Michał Proc (CZE), Franko Gracin (CRO) |
| 2023. június 18. 20:45 | Casas 16                                | Pont      | Spanou 14     | Tel Aviv Arena, Tel-Aviv Nézőszám: 100 Játékvezetők: Györgyi Viola (ROU), Michał Proc (CZE), Franko Gracin (CRO) |
| 2023. június 18. 20:45 | Carrera 8                               | Lepattanó | Fasoula 8     | Tel Aviv Arena, Tel-Aviv Nézőszám: 100 Játékvezetők: Györgyi Viola (ROU), Michał Proc (CZE), Franko Gracin (CRO) |
| 2023. június 18. 20:45 | Ouviña 6                                | Gólpassz  | Pavlopoulou 7 | Tel Aviv Arena, Tel-Aviv Nézőszám: 100 Játékvezetők: Györgyi Viola (ROU), Michał Proc (CZE), Franko Gracin (CRO) |

### B csoport
| Hely. | Csapat      | M | Gy | V | P+  | P–  | Pk   | P | Továbbjutás              |
| ----- | ----------- | - | -- | - | --- | --- | ---- | - | ------------------------ |
| 1.    | Belgium     | 3 | 3  | 0 | 264 | 164 | +100 | 6 | Negyeddöntő              |
| 2.    | Csehország  | 3 | 2  | 1 | 163 | 194 | −31  | 5 | A negyeddöntőbe jutásért |
| 3.    | Olaszország | 3 | 1  | 2 | 210 | 201 | +9   | 4 | A negyeddöntőbe jutásért |
| 4.    | Izrael (R)  | 3 | 0  | 3 | 179 | 257 | −78  | 3 |                          |

| 2023. június 15. 15:00 | Olaszország                             | 58–61     | Csehország             | Tel Aviv Arena, Tel-Aviv Nézőszám: 100 Játékvezetők: Maj Forsberg (DEN), Michał Proc (CZE), Alexandre Deman (FRA) |
| 2023. június 15. 15:00 | (17–17, 16–15, 17–11, 8–18) Jegyzőkönyv |           |                        | Tel Aviv Arena, Tel-Aviv Nézőszám: 100 Játékvezetők: Maj Forsberg (DEN), Michał Proc (CZE), Alexandre Deman (FRA) |
| 2023. június 15. 15:00 | három játékos 10                        | Pont      | Hamzová, Holešinská 14 | Tel Aviv Arena, Tel-Aviv Nézőszám: 100 Játékvezetők: Maj Forsberg (DEN), Michał Proc (CZE), Alexandre Deman (FRA) |
| 2023. június 15. 15:00 | André 8                                 | Lepattanó | Březinová 7            | Tel Aviv Arena, Tel-Aviv Nézőszám: 100 Játékvezetők: Maj Forsberg (DEN), Michał Proc (CZE), Alexandre Deman (FRA) |
| 2023. június 15. 15:00 | Zandalasini 8                           | Gólpassz  | Andělová, Stoupalová 3 | Tel Aviv Arena, Tel-Aviv Nézőszám: 100 Játékvezetők: Maj Forsberg (DEN), Michał Proc (CZE), Alexandre Deman (FRA) |

| 2023. június 15. 18:15 | Belgium                                 | 108–59    | Izrael          | Tel Aviv Arena, Tel-Aviv Nézőszám: 1378 Játékvezetők: Paulo Marques (POR), Kerem Baki (TUR), Blaž Zupančič (SLO) |
| 2023. június 15. 18:15 | (28–18, 33–16, 24–9, 23–16) Jegyzőkönyv |           |                 | Tel Aviv Arena, Tel-Aviv Nézőszám: 1378 Játékvezetők: Paulo Marques (POR), Kerem Baki (TUR), Blaž Zupančič (SLO) |
| 2023. június 15. 18:15 | Meesseman 23                            | Pont      | Garzon 13       | Tel Aviv Arena, Tel-Aviv Nézőszám: 1378 Játékvezetők: Paulo Marques (POR), Kerem Baki (TUR), Blaž Zupančič (SLO) |
| 2023. június 15. 18:15 | Allemand, Meesseman 5                   | Lepattanó | Garzon, Raber 6 | Tel Aviv Arena, Tel-Aviv Nézőszám: 1378 Játékvezetők: Paulo Marques (POR), Kerem Baki (TUR), Blaž Zupančič (SLO) |
| 2023. június 15. 18:15 | Allemand 8                              | Gólpassz  | Karsh, Simms 3  | Tel Aviv Arena, Tel-Aviv Nézőszám: 1378 Játékvezetők: Paulo Marques (POR), Kerem Baki (TUR), Blaž Zupančič (SLO) |

| 2023. június 16. 12:15 | Csehország                             | 41–84     | Belgium      | Tel Aviv Arena, Tel-Aviv Nézőszám: 144 Játékvezetők: Wojciech Liszka (POL), Mihkel Männiste (EST), Franko Gracin (CRO) |
| 2023. június 16. 12:15 | (11–20, 15–19, 7–25, 8–20) Jegyzőkönyv |           |              | Tel Aviv Arena, Tel-Aviv Nézőszám: 144 Játékvezetők: Wojciech Liszka (POL), Mihkel Männiste (EST), Franko Gracin (CRO) |
| 2023. június 16. 12:15 | Andělová 11                            | Pont      | Meesseman 24 | Tel Aviv Arena, Tel-Aviv Nézőszám: 144 Játékvezetők: Wojciech Liszka (POL), Mihkel Männiste (EST), Franko Gracin (CRO) |
| 2023. június 16. 12:15 | Vyoralová 6                            | Lepattanó | Meesseman 11 | Tel Aviv Arena, Tel-Aviv Nézőszám: 144 Játékvezetők: Wojciech Liszka (POL), Mihkel Männiste (EST), Franko Gracin (CRO) |
| 2023. június 16. 12:15 | Stoupalová 3                           | Gólpassz  | Allemand 11  | Tel Aviv Arena, Tel-Aviv Nézőszám: 144 Játékvezetők: Wojciech Liszka (POL), Mihkel Männiste (EST), Franko Gracin (CRO) |

| 2023. június 16. 15:30 | Izrael                                   | 68–88     | Olaszország    | Tel Aviv Arena, Tel-Aviv Nézőszám: 1744 Játékvezetők: Györgyi Viola (ROU), Kerem Bakii (TUR), Sinem Tetik (TUR) |
| 2023. június 16. 15:30 | (18–30, 13–17, 14–20, 23–21) Jegyzőkönyv |           |                | Tel Aviv Arena, Tel-Aviv Nézőszám: 1744 Játékvezetők: Györgyi Viola (ROU), Kerem Bakii (TUR), Sinem Tetik (TUR) |
| 2023. június 16. 15:30 | Cohen, Garzon 15                         | Pont      | Zandalasini 33 | Tel Aviv Arena, Tel-Aviv Nézőszám: 1744 Játékvezetők: Györgyi Viola (ROU), Kerem Bakii (TUR), Sinem Tetik (TUR) |
| 2023. június 16. 15:30 | Simms 6                                  | Lepattanó | Zandalasini 7  | Tel Aviv Arena, Tel-Aviv Nézőszám: 1744 Játékvezetők: Györgyi Viola (ROU), Kerem Bakii (TUR), Sinem Tetik (TUR) |
| 2023. június 16. 15:30 | Simms 4                                  | Gólpassz  | Keys 5         | Tel Aviv Arena, Tel-Aviv Nézőszám: 1744 Játékvezetők: Györgyi Viola (ROU), Kerem Bakii (TUR), Sinem Tetik (TUR) |

| 2023. június 18. 15:15 | Belgium                                  | 72–64     | Olaszország   | Tel Aviv Arena, Tel-Aviv Nézőszám: 124 Játékvezetők: Paulo Marques (POR), Tóth Cecília (HUN), Alexandre Deman (FRA) |
| 2023. június 18. 15:15 | (26–22, 17–17, 11–15, 18–10) Jegyzőkönyv |           |               | Tel Aviv Arena, Tel-Aviv Nézőszám: 124 Játékvezetők: Paulo Marques (POR), Tóth Cecília (HUN), Alexandre Deman (FRA) |
| 2023. június 18. 15:15 | Vanloo 23                                | Pont      | André 17      | Tel Aviv Arena, Tel-Aviv Nézőszám: 124 Játékvezetők: Paulo Marques (POR), Tóth Cecília (HUN), Alexandre Deman (FRA) |
| 2023. június 18. 15:15 | Meesseman 9                              | Lepattanó | Zandalasini 7 | Tel Aviv Arena, Tel-Aviv Nézőszám: 124 Játékvezetők: Paulo Marques (POR), Tóth Cecília (HUN), Alexandre Deman (FRA) |
| 2023. június 18. 15:15 | Allemand 11                              | Gólpassz  | Verona 6      | Tel Aviv Arena, Tel-Aviv Nézőszám: 124 Játékvezetők: Paulo Marques (POR), Tóth Cecília (HUN), Alexandre Deman (FRA) |

| 2023. június 18. 18:00 | Csehország                               | 61–52     | Izrael           | Tel Aviv Arena, Tel-Aviv Nézőszám: 1421 Játékvezetők: Wojciech Liszka (POL), Siniša Prpa (SRB), Blaž Zupančič (SLO) |
| 2023. június 18. 18:00 | (19–11, 13–19, 14–12, 15–10) Jegyzőkönyv |           |                  | Tel Aviv Arena, Tel-Aviv Nézőszám: 1421 Játékvezetők: Wojciech Liszka (POL), Siniša Prpa (SRB), Blaž Zupančič (SLO) |
| 2023. június 18. 18:00 | Voráčková 16                             | Pont      | Raber 20         | Tel Aviv Arena, Tel-Aviv Nézőszám: 1421 Játékvezetők: Wojciech Liszka (POL), Siniša Prpa (SRB), Blaž Zupančič (SLO) |
| 2023. június 18. 18:00 | Vyoralová 10                             | Lepattanó | Raber 9          | Tel Aviv Arena, Tel-Aviv Nézőszám: 1421 Játékvezetők: Wojciech Liszka (POL), Siniša Prpa (SRB), Blaž Zupančič (SLO) |
| 2023. június 18. 18:00 | Hamzová 5                                | Gólpassz  | Cohen, Rotberg 5 | Tel Aviv Arena, Tel-Aviv Nézőszám: 1421 Játékvezetők: Wojciech Liszka (POL), Siniša Prpa (SRB), Blaž Zupančič (SLO) |

### C csoport
| Hely. | Csapat         | M | Gy | V | P+  | P–  | Pk  | P | Továbbjutás              |
| ----- | -------------- | - | -- | - | --- | --- | --- | - | ------------------------ |
| 1.    | Franciaország  | 3 | 3  | 0 | 194 | 175 | +19 | 6 | Negyeddöntő              |
| 2.    | Németország    | 3 | 2  | 1 | 178 | 181 | −3  | 5 | A negyeddöntőbe jutásért |
| 3.    | Nagy-Britannia | 3 | 1  | 2 | 194 | 196 | −2  | 4 | A negyeddöntőbe jutásért |
| 4.    | Szlovénia (R)  | 3 | 0  | 3 | 201 | 215 | −14 | 3 |                          |

| 2023. június 15. 18:00 | Nagy-Britannia                           | 76–71     | Szlovénia | Arena Stožice, Ljubljana Nézőszám: 2150 Játékvezetők: Ariadna Chueca (ESP), Lorenzo Baldini (ITA), Ivor Matějek (CZE) |
| 2023. június 15. 18:00 | (11–23, 22–15, 27–18, 16–15) Jegyzőkönyv |           |           | Arena Stožice, Ljubljana Nézőszám: 2150 Játékvezetők: Ariadna Chueca (ESP), Lorenzo Baldini (ITA), Ivor Matějek (CZE) |
| 2023. június 15. 18:00 | Anigwe, Winterburn 15                    | Pont      | Oblak 25  | Arena Stožice, Ljubljana Nézőszám: 2150 Játékvezetők: Ariadna Chueca (ESP), Lorenzo Baldini (ITA), Ivor Matějek (CZE) |
| 2023. június 15. 18:00 | Anigwe 14                                | Lepattanó | Sivka 11  | Arena Stožice, Ljubljana Nézőszám: 2150 Játékvezetők: Ariadna Chueca (ESP), Lorenzo Baldini (ITA), Ivor Matějek (CZE) |
| 2023. június 15. 18:00 | Winterburn 6                             | Gólpassz  | Oblak 5   | Arena Stožice, Ljubljana Nézőszám: 2150 Játékvezetők: Ariadna Chueca (ESP), Lorenzo Baldini (ITA), Ivor Matějek (CZE) |

| 2023. június 15. 20:45 | Németország                             | 50–58     | Franciaország    | Arena Stožice, Ljubljana Nézőszám: 250 Játékvezetők: Luis Castillo (ESP), Mārtiņš Kozlovskis (LAT), Ofer Manheim (ISR) |
| 2023. június 15. 20:45 | (16–11, 7–16, 15–16, 12–15) Jegyzőkönyv |           |                  | Arena Stožice, Ljubljana Nézőszám: 250 Játékvezetők: Luis Castillo (ESP), Mārtiņš Kozlovskis (LAT), Ofer Manheim (ISR) |
| 2023. június 15. 20:45 | Sontag 10                               | Pont      | Vukosavljević 11 | Arena Stožice, Ljubljana Nézőszám: 250 Játékvezetők: Luis Castillo (ESP), Mārtiņš Kozlovskis (LAT), Ofer Manheim (ISR) |
| 2023. június 15. 20:45 | Gülich 8                                | Lepattanó | Gruda 8          | Arena Stožice, Ljubljana Nézőszám: 250 Játékvezetők: Luis Castillo (ESP), Mārtiņš Kozlovskis (LAT), Ofer Manheim (ISR) |
| 2023. június 15. 20:45 | Brunckhorst 3                           | Gólpassz  | Vukosavljević 4  | Arena Stožice, Ljubljana Nézőszám: 250 Játékvezetők: Luis Castillo (ESP), Mārtiņš Kozlovskis (LAT), Ofer Manheim (ISR) |

| 2023. június 16. 15:00 | Franciaország                            | 63–57     | Nagy-Britannia | Arena Stožice, Ljubljana Nézőszám: 100 Játékvezetők: Lorenzo Baldini (ITA), Alexandra Stan (ROU), Martin Vulić (CRO) |
| 2023. június 16. 15:00 | (19–11, 10–13, 15–11, 19–22) Jegyzőkönyv |           |                | Arena Stožice, Ljubljana Nézőszám: 100 Játékvezetők: Lorenzo Baldini (ITA), Alexandra Stan (ROU), Martin Vulić (CRO) |
| 2023. június 16. 15:00 | Touré 15                                 | Pont      | Fagbenle 20    | Arena Stožice, Ljubljana Nézőszám: 100 Játékvezetők: Lorenzo Baldini (ITA), Alexandra Stan (ROU), Martin Vulić (CRO) |
| 2023. június 16. 15:00 | Gruda, Vukosavljević 5                   | Lepattanó | Anigwe 11      | Arena Stožice, Ljubljana Nézőszám: 100 Játékvezetők: Lorenzo Baldini (ITA), Alexandra Stan (ROU), Martin Vulić (CRO) |
| 2023. június 16. 15:00 | Michel 7                                 | Gólpassz  | Winterburn 4   | Arena Stožice, Ljubljana Nézőszám: 100 Játékvezetők: Lorenzo Baldini (ITA), Alexandra Stan (ROU), Martin Vulić (CRO) |

| 2023. június 16. 18:00 | Szlovénia                                | 62–66     | Németország           | Arena Stožice, Ljubljana Nézőszám: 1645 Játékvezetők: Luis Castillo (ESP), Esperanza Mendoza (ESP), Gintaras Mačiulis (LTU) |
| 2023. június 16. 18:00 | (17–14, 13–18, 15–10, 17–24) Jegyzőkönyv |           |                       | Arena Stožice, Ljubljana Nézőszám: 1645 Játékvezetők: Luis Castillo (ESP), Esperanza Mendoza (ESP), Gintaras Mačiulis (LTU) |
| 2023. június 16. 18:00 | Friškovec 20                             | Pont      | Greinacher, Gülich 12 | Arena Stožice, Ljubljana Nézőszám: 1645 Játékvezetők: Luis Castillo (ESP), Esperanza Mendoza (ESP), Gintaras Mačiulis (LTU) |
| 2023. június 16. 18:00 | Oblak 5                                  | Lepattanó | Gülich 11             | Arena Stožice, Ljubljana Nézőszám: 1645 Játékvezetők: Luis Castillo (ESP), Esperanza Mendoza (ESP), Gintaras Mačiulis (LTU) |
| 2023. június 16. 18:00 | Oblak, Sivka 6                           | Gólpassz  | Brunckhorst 4         | Arena Stožice, Ljubljana Nézőszám: 1645 Játékvezetők: Luis Castillo (ESP), Esperanza Mendoza (ESP), Gintaras Mačiulis (LTU) |

| 2023. június 18. 12:15 | Németország                             | 62–61     | Nagy-Britannia      | Arena Stožice, Ljubljana Nézőszám: 289 Játékvezetők: Andris Aunkrogers (LAT), Lorenzo Baldini (ITA), Suzana Vujičić (MNE) |
| 2023. június 18. 12:15 | (15–19, 14–19, 18–6, 15–17) Jegyzőkönyv |           |                     | Arena Stožice, Ljubljana Nézőszám: 289 Játékvezetők: Andris Aunkrogers (LAT), Lorenzo Baldini (ITA), Suzana Vujičić (MNE) |
| 2023. június 18. 12:15 | Fiebich 13                              | Pont      | Fagbenle 18         | Arena Stožice, Ljubljana Nézőszám: 289 Játékvezetők: Andris Aunkrogers (LAT), Lorenzo Baldini (ITA), Suzana Vujičić (MNE) |
| 2023. június 18. 12:15 | Fiebich 7                               | Lepattanó | Anigwe 10           | Arena Stožice, Ljubljana Nézőszám: 289 Játékvezetők: Andris Aunkrogers (LAT), Lorenzo Baldini (ITA), Suzana Vujičić (MNE) |
| 2023. június 18. 12:15 | Fiebich 4                               | Gólpassz  | Fagbenle, Wallace 4 | Arena Stožice, Ljubljana Nézőszám: 289 Játékvezetők: Andris Aunkrogers (LAT), Lorenzo Baldini (ITA), Suzana Vujičić (MNE) |

| 2023. június 18. 18:00 | Szlovénia                                | 68–73     | Franciaország | Arena Stožice, Ljubljana Nézőszám: 2108 Játékvezetők: Ivor Matějek (CZE), Jelena Tomić (CRO), Andrada Csender (ROU) |
| 2023. június 18. 18:00 | (14–15, 25–21, 12–18, 17–19) Jegyzőkönyv |           |               | Arena Stožice, Ljubljana Nézőszám: 2108 Játékvezetők: Ivor Matějek (CZE), Jelena Tomić (CRO), Andrada Csender (ROU) |
| 2023. június 18. 18:00 | Lisec 16                                 | Pont      | Michel 14     | Arena Stožice, Ljubljana Nézőszám: 2108 Játékvezetők: Ivor Matějek (CZE), Jelena Tomić (CRO), Andrada Csender (ROU) |
| 2023. június 18. 18:00 | Lisec 11                                 | Lepattanó | Chartereau 7  | Arena Stožice, Ljubljana Nézőszám: 2108 Játékvezetők: Ivor Matějek (CZE), Jelena Tomić (CRO), Andrada Csender (ROU) |
| 2023. június 18. 18:00 | Oblak 7                                  | Gólpassz  | Michel 5      | Arena Stožice, Ljubljana Nézőszám: 2108 Játékvezetők: Ivor Matějek (CZE), Jelena Tomić (CRO), Andrada Csender (ROU) |

### D csoport
| Hely. | Csapat       | M | Gy | V | P+  | P–  | Pk  | P | Továbbjutás              |
| ----- | ------------ | - | -- | - | --- | --- | --- | - | ------------------------ |
| 1.    | Magyarország | 3 | 2  | 1 | 238 | 211 | +27 | 5 | Negyeddöntő              |
| 2.    | Szerbia      | 3 | 2  | 1 | 236 | 196 | +40 | 5 | A negyeddöntőbe jutásért |
| 3.    | Szlovákia    | 3 | 1  | 2 | 199 | 245 | −46 | 4 | A negyeddöntőbe jutásért |
| 4.    | Törökország  | 3 | 1  | 2 | 198 | 219 | −21 | 4 |                          |

1. 1 2  Egymás elleni eredmény: Magyarország 81–75 Szerbia
2. 1 2  Egymás elleni eredmény: Törökország 66–80 Szlovákia

| 2023. június 15. 12:15 | Szlovákia                                | 67–89     | Magyarország   | Arena Stožice, Ljubljana Nézőszám: 550 Játékvezetők: Martin Vulić (CRO), Geert Jacobs (BEL), Jelena Tomić (CRO) |
| 2023. június 15. 12:15 | (12–16, 20–24, 21–15, 14–34) Jegyzőkönyv |           |                | Arena Stožice, Ljubljana Nézőszám: 550 Játékvezetők: Martin Vulić (CRO), Geert Jacobs (BEL), Jelena Tomić (CRO) |
| 2023. június 15. 12:15 | Dudášová 15                              | Pont      | Kiss 22        | Arena Stožice, Ljubljana Nézőszám: 550 Játékvezetők: Martin Vulić (CRO), Geert Jacobs (BEL), Jelena Tomić (CRO) |
| 2023. június 15. 12:15 | Oroszová 8                               | Lepattanó | Dubei, Goree 7 | Arena Stožice, Ljubljana Nézőszám: 550 Játékvezetők: Martin Vulić (CRO), Geert Jacobs (BEL), Jelena Tomić (CRO) |
| 2023. június 15. 12:15 | Bálintová, Páleníková 3                  | Gólpassz  | Kanyasi 5      | Arena Stožice, Ljubljana Nézőszám: 550 Játékvezetők: Martin Vulić (CRO), Geert Jacobs (BEL), Jelena Tomić (CRO) |

| 2023. június 15. 15:00 | Törökország                              | 63–71     | Szerbia     | Arena Stožice, Ljubljana Nézőszám: 285 Játékvezetők: Andris Aunkrogers (LAT), Georgios Poursanidis (GRE), Gintaras Mačiulis (LTU) |
| 2023. június 15. 15:00 | (22–21, 11–16, 19–21, 11–13) Jegyzőkönyv |           |             | Arena Stožice, Ljubljana Nézőszám: 285 Játékvezetők: Andris Aunkrogers (LAT), Georgios Poursanidis (GRE), Gintaras Mačiulis (LTU) |
| 2023. június 15. 15:00 | McCowan 12                               | Pont      | Anderson 17 | Arena Stožice, Ljubljana Nézőszám: 285 Játékvezetők: Andris Aunkrogers (LAT), Georgios Poursanidis (GRE), Gintaras Mačiulis (LTU) |
| 2023. június 15. 15:00 | Bayram 6                                 | Lepattanó | Čađo 8      | Arena Stožice, Ljubljana Nézőszám: 285 Játékvezetők: Andris Aunkrogers (LAT), Georgios Poursanidis (GRE), Gintaras Mačiulis (LTU) |
| 2023. június 15. 15:00 | Uzun 6                                   | Gólpassz  | Anderson 5  | Arena Stožice, Ljubljana Nézőszám: 285 Játékvezetők: Andris Aunkrogers (LAT), Georgios Poursanidis (GRE), Gintaras Mačiulis (LTU) |

| 2023. június 16. 12:15 | Magyarország                             | 68–69     | Törökország | Arena Stožice, Ljubljana Nézőszám: 304 Játékvezetők: Ariadna Chueca (ESP), Mārtiņš Kozlovskis (LAT), Suzana Vujičić (MNE) |
| 2023. június 16. 12:15 | (18–13, 16–13, 17–16, 17–27) Jegyzőkönyv |           |             | Arena Stožice, Ljubljana Nézőszám: 304 Játékvezetők: Ariadna Chueca (ESP), Mārtiņš Kozlovskis (LAT), Suzana Vujičić (MNE) |
| 2023. június 16. 12:15 | Lelik 18                                 | Pont      | Uzun 15     | Arena Stožice, Ljubljana Nézőszám: 304 Játékvezetők: Ariadna Chueca (ESP), Mārtiņš Kozlovskis (LAT), Suzana Vujičić (MNE) |
| 2023. június 16. 12:15 | Dubei, Goree 9                           | Lepattanó | McCowan 15  | Arena Stožice, Ljubljana Nézőszám: 304 Játékvezetők: Ariadna Chueca (ESP), Mārtiņš Kozlovskis (LAT), Suzana Vujičić (MNE) |
| 2023. június 16. 12:15 | Lelik 9                                  | Gólpassz  | Çakır 7     | Arena Stožice, Ljubljana Nézőszám: 304 Játékvezetők: Ariadna Chueca (ESP), Mārtiņš Kozlovskis (LAT), Suzana Vujičić (MNE) |

| 2023. június 16. 20:4 | Szerbia                                 | 90–52     | Szlovákia     | Arena Stožice, Ljubljana Nézőszám: 350 Játékvezetők: Andris Aunkrogers (LAT), Andrada Csender (ROU), Geert Jacobs (BEL) |
| 2023. június 16. 20:4 | (30–12, 17–19, 18–4, 25–17) Jegyzőkönyv |           |               | Arena Stožice, Ljubljana Nézőszám: 350 Játékvezetők: Andris Aunkrogers (LAT), Andrada Csender (ROU), Geert Jacobs (BEL) |
| 2023. június 16. 20:4 | Raca 16                                 | Pont      | Páleníková 10 | Arena Stožice, Ljubljana Nézőszám: 350 Játékvezetők: Andris Aunkrogers (LAT), Andrada Csender (ROU), Geert Jacobs (BEL) |
| 2023. június 16. 20:4 | Stanković 11                            | Lepattanó | Moravčíková 9 | Arena Stožice, Ljubljana Nézőszám: 350 Játékvezetők: Andris Aunkrogers (LAT), Andrada Csender (ROU), Geert Jacobs (BEL) |
| 2023. június 16. 20:4 | Anderson, Krajišnik 4                   | Gólpassz  | Páleníková 3  | Arena Stožice, Ljubljana Nézőszám: 350 Játékvezetők: Andris Aunkrogers (LAT), Andrada Csender (ROU), Geert Jacobs (BEL) |

| 2023. június 18. 15:00 | Magyarország                             | 81–75     | Szerbia                 | Arena Stožice, Ljubljana Nézőszám: 640 Játékvezetők: Luis Castillo (ESP), Esperanza Mendoza (ESP), Georgios Poursanidis (GRE) |
| 2023. június 18. 15:00 | (23–23, 16–21, 27–11, 15–20) Jegyzőkönyv |           |                         | Arena Stožice, Ljubljana Nézőszám: 640 Játékvezetők: Luis Castillo (ESP), Esperanza Mendoza (ESP), Georgios Poursanidis (GRE) |
| 2023. június 18. 15:00 | Kiss 21                                  | Pont      | Anderson 18             | Arena Stožice, Ljubljana Nézőszám: 640 Játékvezetők: Luis Castillo (ESP), Esperanza Mendoza (ESP), Georgios Poursanidis (GRE) |
| 2023. június 18. 15:00 | Kiss 11                                  | Lepattanó | Crvendakić, Topuzović 8 | Arena Stožice, Ljubljana Nézőszám: 640 Játékvezetők: Luis Castillo (ESP), Esperanza Mendoza (ESP), Georgios Poursanidis (GRE) |
| 2023. június 18. 15:00 | Studer 5                                 | Gólpassz  | Crvendakić 5            | Arena Stožice, Ljubljana Nézőszám: 640 Játékvezetők: Luis Castillo (ESP), Esperanza Mendoza (ESP), Georgios Poursanidis (GRE) |

| 2023. június 18. 20:45 | Törökország                              | 66–80     | Szlovákia            | Arena Stožice, Ljubljana Nézőszám: 275 Játékvezetők: Mārtiņš Kozlovskis (LAT), Martin Vulić (CRO), Ofer Manheim (ISR) |
| 2023. június 18. 20:45 | (15–21, 16–19, 14–18, 21–22) Jegyzőkönyv |           |                      | Arena Stožice, Ljubljana Nézőszám: 275 Játékvezetők: Mārtiņš Kozlovskis (LAT), Martin Vulić (CRO), Ofer Manheim (ISR) |
| 2023. június 18. 20:45 | McCowan, Uzun 16                         | Pont      | Páleníková 20        | Arena Stožice, Ljubljana Nézőszám: 275 Játékvezetők: Mārtiņš Kozlovskis (LAT), Martin Vulić (CRO), Ofer Manheim (ISR) |
| 2023. június 18. 20:45 | McCowan 6                                | Lepattanó | Dudášová, Oroszová 6 | Arena Stožice, Ljubljana Nézőszám: 275 Játékvezetők: Mārtiņš Kozlovskis (LAT), Martin Vulić (CRO), Ofer Manheim (ISR) |
| 2023. június 18. 20:45 | Uzun 5                                   | Gólpassz  | Bálintová 7          | Arena Stožice, Ljubljana Nézőszám: 275 Játékvezetők: Mārtiņš Kozlovskis (LAT), Martin Vulić (CRO), Ofer Manheim (ISR) |

## Egyenes kieséses szakasz
|  |                          |                          |                          |            |               |              |              |              |               |               |               |           |               |               |               |            |       |       |
|  | A negyeddöntőbe jutásért | A negyeddöntőbe jutásért | A negyeddöntőbe jutásért |            |               | Negyeddöntők | Negyeddöntők | Negyeddöntők |               |               | Elődöntők     | Elődöntők | Elődöntők     |               |               | Döntő      | Döntő | Döntő |
|  | A negyeddöntőbe jutásért | A negyeddöntőbe jutásért | A negyeddöntőbe jutásért |            |               | Negyeddöntők | Negyeddöntők | Negyeddöntők |               |               | Elődöntők     | Elődöntők | Elődöntők     |               |               | Döntő      | Döntő | Döntő |
|  | június 20.               | június 20.               | június 20.               | június 22. | június 22.    | június 22.   |              |              |               |               |               |           |               |               |               |            |       |       |
|  | június 20.               | június 20.               | június 20.               | június 22. | június 22.    | június 22.   |              |              |               |               |               |           |               |               |               |            |       |       |
|  | C2                       | Németország              | 79                       | A1         | Spanyolország | 67           |              |              |               |               |               |           |               |               |               |            |       |       |
|  | C2                       | Németország              | 79                       | A1         | Spanyolország | 67           | június 24.   |              |               |               |               |           |               |               |               |            |       |       |
|  | D3                       | Szlovákia                | 69                       |            |               |              | Németország  | 42           |               |               |               |           |               |               |               |            |       |       |
|  | D3                       | Szlovákia                | 69                       |            |               |              | Németország  | 42           |               | Spanyolország | Spanyolország | 69        |               |               |               |            |       |       |
|  | június 20.               | június 20.               | június 20.               | június 22. | június 22.    | június 22.   |              |              |               | Spanyolország | Spanyolország | 69        |               |               |               |            |       |       |
|  | június 20.               | június 20.               | június 20.               | június 22. | június 22.    | június 22.   |              |              | Magyarország  | Magyarország  | 60            |           |               |               |               |            |       |       |
|  | B2                       | Csehország               | 79                       | D1         | Magyarország  | 62           |              |              | Magyarország  | Magyarország  | 60            |           |               |               |               |            |       |       |
|  | B2                       | Csehország               | 79                       | D1         | Magyarország  | 62           |              | június 25.   |               |               |               |           |               |               |               |            |       |       |
|  | A3                       | Görögország              | 76                       |            |               |              | Csehország   | 61           |               |               |               |           |               |               |               |            |       |       |
|  | A3                       | Görögország              | 76                       |            |               |              | Csehország   | 61           |               | Spanyolország | Spanyolország | 58        |               |               |               |            |       |       |
|  | június 20.               | június 20.               | június 20.               | június 22. | június 22.    | június 22.   |              |              |               | Spanyolország | Spanyolország | 58        |               |               |               |            |       |       |
|  | június 20.               | június 20.               | június 20.               | június 22. | június 22.    | június 22.   |              |              | Belgium       | Belgium       | 64            |           |               |               |               |            |       |       |
|  | D2                       | Szerbia                  | 66                       | B1         | Belgium       | 93           |              |              |               | Belgium       | 64            |           |               |               |               |            |       |       |
|  | D2                       | Szerbia                  | 66                       | B1         | Belgium       | 93           | június 24.   |              |               |               |               |           |               |               |               |            |       |       |
|  | C3                       | Nagy-Britannia           | 60                       |            |               |              | Szerbia      | 53           |               |               |               |           |               |               |               |            |       |       |
|  | C3                       | Nagy-Britannia           | 60                       |            |               |              | Szerbia      | 53           |               | Belgium       | Belgium       | 67        | Bronzmérkőzés | Bronzmérkőzés | Bronzmérkőzés |            |       |       |
|  | június 20.               | június 20.               | június 20.               | június 22. | június 22.    | június 22.   |              |              |               | Belgium       | Belgium       | 67        | Bronzmérkőzés | Bronzmérkőzés | Bronzmérkőzés |            |       |       |
|  | június 20.               | június 20.               | június 20.               | június 22. | június 22.    | június 22.   |              |              | Franciaország | Franciaország | 63            |           |               | június 25.    | június 25.    | június 25. |       |       |
|  | A2                       | Montenegró               | 63                       | C1         | Franciaország | 89           |              |              | Franciaország | Franciaország | 63            |           |               | június 25.    | június 25.    | június 25. |       |       |
|  | A2                       | Montenegró               | 63                       | C1         | Franciaország | 89           |              |              |               |               |               |           |               | Magyarország  | Magyarország  | 68         |       |       |
|  | B3                       | Olaszország              | 49                       |            |               |              | Montenegró   | 46           |               |               |               |           |               | Magyarország  | Magyarország  | 68         |       |       |
|  | B3                       | Olaszország              | 49                       |            |               |              | Montenegró   | 46           |               | Franciaország | Franciaország | 82        |               |               |               |            |       |       |
|  |                          |                          |                          |            |               |              |              |              |               | Franciaország | Franciaország | 82        |               |               |               |            |       |       |

### A negyeddöntőbe jutásért
| 2023. június 19. 18:00 | Csehország                               | 79–76     | Görögország   | Tel Aviv Arena, Tel-Aviv Nézőszám: 100 Játékvezetők: Maj Forsberg (DEN), Paulo Marques (POR), Mihkel Männiste (EST) |
| 2023. június 19. 18:00 | (22–22, 19–20, 20–19, 18–15) Jegyzőkönyv |           |               | Tel Aviv Arena, Tel-Aviv Nézőszám: 100 Játékvezetők: Maj Forsberg (DEN), Paulo Marques (POR), Mihkel Männiste (EST) |
| 2023. június 19. 18:00 | Holešinská 19                            | Pont      | Fasoula 26    | Tel Aviv Arena, Tel-Aviv Nézőszám: 100 Játékvezetők: Maj Forsberg (DEN), Paulo Marques (POR), Mihkel Männiste (EST) |
| 2023. június 19. 18:00 | Hamzová 6                                | Lepattanó | Fasoula 13    | Tel Aviv Arena, Tel-Aviv Nézőszám: 100 Játékvezetők: Maj Forsberg (DEN), Paulo Marques (POR), Mihkel Männiste (EST) |
| 2023. június 19. 18:00 | Holešinská 8                             | Gólpassz  | Pavlopoulou 9 | Tel Aviv Arena, Tel-Aviv Nézőszám: 100 Játékvezetők: Maj Forsberg (DEN), Paulo Marques (POR), Mihkel Männiste (EST) |

| 2023. június 19. 21:00 | Montenegró                             | 63–49     | Olaszország | Tel Aviv Arena, Tel-Aviv Nézőszám: 100 Játékvezetők: Wojciech Liszka (POL), Györgyi Viola (ROU), Kerem Baki (TUR) |
| 2023. június 19. 21:00 | (22–8, 13–14, 13–9, 15–18) Jegyzőkönyv |           |             | Tel Aviv Arena, Tel-Aviv Nézőszám: 100 Játékvezetők: Wojciech Liszka (POL), Györgyi Viola (ROU), Kerem Baki (TUR) |
| 2023. június 19. 21:00 | Jovanović 17                           | Pont      | André 10    | Tel Aviv Arena, Tel-Aviv Nézőszám: 100 Játékvezetők: Wojciech Liszka (POL), Györgyi Viola (ROU), Kerem Baki (TUR) |
| 2023. június 19. 21:00 | Mack 15                                | Lepattanó | Santucci 8  | Tel Aviv Arena, Tel-Aviv Nézőszám: 100 Játékvezetők: Wojciech Liszka (POL), Györgyi Viola (ROU), Kerem Baki (TUR) |
| 2023. június 19. 21:00 | Mujović, Živković 3                    | Gólpassz  | Santucci 4  | Tel Aviv Arena, Tel-Aviv Nézőszám: 100 Játékvezetők: Wojciech Liszka (POL), Györgyi Viola (ROU), Kerem Baki (TUR) |

| 2023. június 20. 18:00 | Németország                              | 79–69     | Szlovákia                | Arena Stožice, Ljubljana Nézőszám: 179 Játékvezetők: Mārtiņš Kozlovskis (LAT), Andris Aunkrogers (LAT), Martin Vulić (CRO) |
| 2023. június 20. 18:00 | (21–19, 23–17, 17–12, 18–21) Jegyzőkönyv |           |                          | Arena Stožice, Ljubljana Nézőszám: 179 Játékvezetők: Mārtiņš Kozlovskis (LAT), Andris Aunkrogers (LAT), Martin Vulić (CRO) |
| 2023. június 20. 18:00 | Gülich 26                                | Pont      | Bálintová 18             | Arena Stožice, Ljubljana Nézőszám: 179 Játékvezetők: Mārtiņš Kozlovskis (LAT), Andris Aunkrogers (LAT), Martin Vulić (CRO) |
| 2023. június 20. 18:00 | Gülich 9                                 | Lepattanó | Jakubcova, Moravcikova 6 | Arena Stožice, Ljubljana Nézőszám: 179 Játékvezetők: Mārtiņš Kozlovskis (LAT), Andris Aunkrogers (LAT), Martin Vulić (CRO) |
| 2023. június 20. 18:00 | Fiebich 5                                | Gólpassz  | Stašová 8                | Arena Stožice, Ljubljana Nézőszám: 179 Játékvezetők: Mārtiņš Kozlovskis (LAT), Andris Aunkrogers (LAT), Martin Vulić (CRO) |

| 2023. június 20. 21:00 | Szerbia                                  | 66–60     | Nagy-Britannia | Arena Stožice, Ljubljana Nézőszám: 345 Játékvezetők: Ariadna Chueca (ESP), Luis Castillo (ESP), Gintaras Mačiulis (LTU) |
| 2023. június 20. 21:00 | (13–10, 16–18, 16–14, 21–18) Jegyzőkönyv |           |                | Arena Stožice, Ljubljana Nézőszám: 345 Játékvezetők: Ariadna Chueca (ESP), Luis Castillo (ESP), Gintaras Mačiulis (LTU) |
| 2023. június 20. 21:00 | Nogić 16                                 | Pont      | Fagbenle 20    | Arena Stožice, Ljubljana Nézőszám: 345 Játékvezetők: Ariadna Chueca (ESP), Luis Castillo (ESP), Gintaras Mačiulis (LTU) |
| 2023. június 20. 21:00 | Krajišnik 8                              | Lepattanó | Anigwe 14      | Arena Stožice, Ljubljana Nézőszám: 345 Játékvezetők: Ariadna Chueca (ESP), Luis Castillo (ESP), Gintaras Mačiulis (LTU) |
| 2023. június 20. 21:00 | Anderson 3                               | Gólpassz  | Winterburn 6   | Arena Stožice, Ljubljana Nézőszám: 345 Játékvezetők: Ariadna Chueca (ESP), Luis Castillo (ESP), Gintaras Mačiulis (LTU) |

### Negyeddöntők
| 2023. június 22. 12:15 | Magyarország                            | 62–61     | Csehország            | Arena Stožice, Ljubljana Nézőszám: 437 Játékvezetők: Mārtiņš Kozlovskis (LAT), Paulo Marques (POR), Gintaras Mačiulis (LTU) |
| 2023. június 22. 12:15 | (7–11, 22–11, 19–17, 14–22) Jegyzőkönyv |           |                       | Arena Stožice, Ljubljana Nézőszám: 437 Játékvezetők: Mārtiņš Kozlovskis (LAT), Paulo Marques (POR), Gintaras Mačiulis (LTU) |
| 2023. június 22. 12:15 | Goree 17                                | Pont      | Stoupalová 20         | Arena Stožice, Ljubljana Nézőszám: 437 Játékvezetők: Mārtiņš Kozlovskis (LAT), Paulo Marques (POR), Gintaras Mačiulis (LTU) |
| 2023. június 22. 12:15 | Dubei 11                                | Lepattanó | Čechová, Stoupalová 6 | Arena Stožice, Ljubljana Nézőszám: 437 Játékvezetők: Mārtiņš Kozlovskis (LAT), Paulo Marques (POR), Gintaras Mačiulis (LTU) |
| 2023. június 22. 12:15 | Studer 7                                | Gólpassz  | Zeithammerová 4       | Arena Stožice, Ljubljana Nézőszám: 437 Játékvezetők: Mārtiņš Kozlovskis (LAT), Paulo Marques (POR), Gintaras Mačiulis (LTU) |

| 2023. június 22. 15:00 | Belgium                                | 93–53     | Szerbia     | Arena Stožice, Ljubljana Nézőszám: 595 Játékvezetők: Maj Forsberg (DEN), Wojciech Liszka (POL), Andris Aunkrogers (LAT) |
| 2023. június 22. 15:00 | (28–8, 21–23, 22–14, 22–8) Jegyzőkönyv |           |             | Arena Stožice, Ljubljana Nézőszám: 595 Játékvezetők: Maj Forsberg (DEN), Wojciech Liszka (POL), Andris Aunkrogers (LAT) |
| 2023. június 22. 15:00 | Allemand, Meesseman 15                 | Pont      | Anderson 20 | Arena Stožice, Ljubljana Nézőszám: 595 Játékvezetők: Maj Forsberg (DEN), Wojciech Liszka (POL), Andris Aunkrogers (LAT) |
| 2023. június 22. 15:00 | Meesseman 13                           | Lepattanó | Anderson 6  | Arena Stožice, Ljubljana Nézőszám: 595 Játékvezetők: Maj Forsberg (DEN), Wojciech Liszka (POL), Andris Aunkrogers (LAT) |
| 2023. június 22. 15:00 | Allemand 11                            | Gólpassz  | Katanić 3   | Arena Stožice, Ljubljana Nézőszám: 595 Játékvezetők: Maj Forsberg (DEN), Wojciech Liszka (POL), Andris Aunkrogers (LAT) |

| 2023. június 22. 18:00 | Franciaország                          | 89–46     | Montenegró         | Arena Stožice, Ljubljana Nézőszám: 370 Játékvezetők: Luis Castillo (ESP), Lorenzo Baldini (ITA), Ivor Matějek (CZE) |
| 2023. június 22. 18:00 | (23–9, 21–17, 21–11, 24–9) Jegyzőkönyv |           |                    | Arena Stožice, Ljubljana Nézőszám: 370 Játékvezetők: Luis Castillo (ESP), Lorenzo Baldini (ITA), Ivor Matějek (CZE) |
| 2023. június 22. 18:00 | Badiane 20                             | Pont      | Kovačević 9        | Arena Stožice, Ljubljana Nézőszám: 370 Játékvezetők: Luis Castillo (ESP), Lorenzo Baldini (ITA), Ivor Matějek (CZE) |
| 2023. június 22. 18:00 | Badiane 7                              | Lepattanó | Mack 8             | Arena Stožice, Ljubljana Nézőszám: 370 Játékvezetők: Luis Castillo (ESP), Lorenzo Baldini (ITA), Ivor Matějek (CZE) |
| 2023. június 22. 18:00 | Fauthoux 6                             | Gólpassz  | Mujović, Vučetić 3 | Arena Stožice, Ljubljana Nézőszám: 370 Játékvezetők: Luis Castillo (ESP), Lorenzo Baldini (ITA), Ivor Matějek (CZE) |

| 2023. június 22. 20:45 | Spanyolország                          | 67–42     | Németország   | Arena Stožice, Ljubljana Nézőszám: 250 Játékvezetők: Michał Proc (POL), Martin Vulić (CRO), Kerem Baki (TUR) |
| 2023. június 22. 20:45 | (20–7, 13–9, 20–13, 14–13) Jegyzőkönyv |           |               | Arena Stožice, Ljubljana Nézőszám: 250 Játékvezetők: Michał Proc (POL), Martin Vulić (CRO), Kerem Baki (TUR) |
| 2023. június 22. 20:45 | Gil 13                                 | Pont      | Greinacher 9  | Arena Stožice, Ljubljana Nézőszám: 250 Játékvezetők: Michał Proc (POL), Martin Vulić (CRO), Kerem Baki (TUR) |
| 2023. június 22. 20:45 | Gil 11                                 | Lepattanó | Gülich 7      | Arena Stožice, Ljubljana Nézőszám: 250 Játékvezetők: Michał Proc (POL), Martin Vulić (CRO), Kerem Baki (TUR) |
| 2023. június 22. 20:45 | Cazorla 5                              | Gólpassz  | Brunckhorst 3 | Arena Stožice, Ljubljana Nézőszám: 250 Játékvezetők: Michał Proc (POL), Martin Vulić (CRO), Kerem Baki (TUR) |

### Az olimpiai selejtezőért
| 2023. június 24. 12:00 | Németország                                   | 71–69 (h. u.) | Csehország                   | Arena Stožice, Ljubljana Nézőszám: 115 Játékvezetők: Andris Aunkrogers (LAT), Lorenzo Baldini (ITA), Amel Dahra (FRA) |
| 2023. június 24. 12:00 | (18–15, 11–18, 13–16, 21–14, 8–6) Jegyzőkönyv |               |                              | Arena Stožice, Ljubljana Nézőszám: 115 Játékvezetők: Andris Aunkrogers (LAT), Lorenzo Baldini (ITA), Amel Dahra (FRA) |
| 2023. június 24. 12:00 | Fiebich 17                                    | Pont          | Stoupalová, Zeithammerová 12 | Arena Stožice, Ljubljana Nézőszám: 115 Játékvezetők: Andris Aunkrogers (LAT), Lorenzo Baldini (ITA), Amel Dahra (FRA) |
| 2023. június 24. 12:00 | Fiebich 16                                    | Lepattanó     | Čechová, Stoupalová 6        | Arena Stožice, Ljubljana Nézőszám: 115 Játékvezetők: Andris Aunkrogers (LAT), Lorenzo Baldini (ITA), Amel Dahra (FRA) |
| 2023. június 24. 12:00 | Brunckhorst 7                                 | Gólpassz      | Andělová, Čechová 4          | Arena Stožice, Ljubljana Nézőszám: 115 Játékvezetők: Andris Aunkrogers (LAT), Lorenzo Baldini (ITA), Amel Dahra (FRA) |

| 2023. június 24. 14:45 | Szerbia                                  | 63–58     | Montenegró | Arena Stožice, Ljubljana Nézőszám: 181 Játékvezetők: Luis Castillo (ESP), Michał Proc (POL), Tóth Cecília (HUN) |
| 2023. június 24. 14:45 | (19–16, 19–15, 15–12, 10–15) Jegyzőkönyv |           |            | Arena Stožice, Ljubljana Nézőszám: 181 Játékvezetők: Luis Castillo (ESP), Michał Proc (POL), Tóth Cecília (HUN) |
| 2023. június 24. 14:45 | Anderson 23                              | Pont      | Mack 20    | Arena Stožice, Ljubljana Nézőszám: 181 Játékvezetők: Luis Castillo (ESP), Michał Proc (POL), Tóth Cecília (HUN) |
| 2023. június 24. 14:45 | Krajišnik 7                              | Lepattanó | Mack 13    | Arena Stožice, Ljubljana Nézőszám: 181 Játékvezetők: Luis Castillo (ESP), Michał Proc (POL), Tóth Cecília (HUN) |
| 2023. június 24. 14:45 | Anderson 5                               | Gólpassz  | Mujović 5  | Arena Stožice, Ljubljana Nézőszám: 181 Játékvezetők: Luis Castillo (ESP), Michał Proc (POL), Tóth Cecília (HUN) |

### Elődöntők
| 2023. június 24. 17:45 | Spanyolország                            | 69–60     | Magyarország    | Arena Stožice, Ljubljana Nézőszám: 1221 Játékvezetők: Maj Forsberg (DEN), Jelena Tomić (CRO), Mihkel Männiste (EST) |
| 2023. június 24. 17:45 | (18–14, 20–14, 12–18, 19–14) Jegyzőkönyv |           |                 | Arena Stožice, Ljubljana Nézőszám: 1221 Játékvezetők: Maj Forsberg (DEN), Jelena Tomić (CRO), Mihkel Männiste (EST) |
| 2023. június 24. 17:45 | Torrens 27                               | Pont      | Studer 13       | Arena Stožice, Ljubljana Nézőszám: 1221 Játékvezetők: Maj Forsberg (DEN), Jelena Tomić (CRO), Mihkel Männiste (EST) |
| 2023. június 24. 17:45 | Gil 7                                    | Lepattanó | három játékos 6 | Arena Stožice, Ljubljana Nézőszám: 1221 Játékvezetők: Maj Forsberg (DEN), Jelena Tomić (CRO), Mihkel Männiste (EST) |
| 2023. június 24. 17:45 | Cazorla 6                                | Gólpassz  | Studer 6        | Arena Stožice, Ljubljana Nézőszám: 1221 Játékvezetők: Maj Forsberg (DEN), Jelena Tomić (CRO), Mihkel Männiste (EST) |

| 2023. június 24. 20:45 | Belgium                                 | 67–63     | Franciaország | Arena Stožice, Ljubljana Nézőszám: 1151 Játékvezetők: Wojciech Liszka (POL), Kerem Baki (TUR), Martin Vulić (CRO) |
| 2023. június 24. 20:45 | (18–8, 26–22, 10–16, 13–17) Jegyzőkönyv |           |               | Arena Stožice, Ljubljana Nézőszám: 1151 Játékvezetők: Wojciech Liszka (POL), Kerem Baki (TUR), Martin Vulić (CRO) |
| 2023. június 24. 20:45 | Meesseman 24                            | Pont      | Gruda 17      | Arena Stožice, Ljubljana Nézőszám: 1151 Játékvezetők: Wojciech Liszka (POL), Kerem Baki (TUR), Martin Vulić (CRO) |
| 2023. június 24. 20:45 | Mununga 9                               | Lepattanó | Badiane 8     | Arena Stožice, Ljubljana Nézőszám: 1151 Játékvezetők: Wojciech Liszka (POL), Kerem Baki (TUR), Martin Vulić (CRO) |
| 2023. június 24. 20:45 | Meesseman 5                             | Gólpassz  | Fauthoux 6    | Arena Stožice, Ljubljana Nézőszám: 1151 Játékvezetők: Wojciech Liszka (POL), Kerem Baki (TUR), Martin Vulić (CRO) |

### Az 5. helyért
| 2023. június 25. 14:15 | Németország                             | 62–78     | Szerbia      | Arena Stožice, Ljubljana Nézőszám: 162 Játékvezetők: Tóth Cecília (HUN), Kerem Baki (TUR), Mihkel Männiste (EST) |
| 2023. június 25. 14:15 | (15–25, 19–22, 9–15, 19–16) Jegyzőkönyv |           |              | Arena Stožice, Ljubljana Nézőszám: 162 Játékvezetők: Tóth Cecília (HUN), Kerem Baki (TUR), Mihkel Männiste (EST) |
| 2023. június 25. 14:15 | Geiselsoder 14                          | Pont      | Anderson 16  | Arena Stožice, Ljubljana Nézőszám: 162 Játékvezetők: Tóth Cecília (HUN), Kerem Baki (TUR), Mihkel Männiste (EST) |
| 2023. június 25. 14:15 | Geiselsoder 9                           | Lepattanó | Crvendakić 5 | Arena Stožice, Ljubljana Nézőszám: 162 Játékvezetők: Tóth Cecília (HUN), Kerem Baki (TUR), Mihkel Männiste (EST) |
| 2023. június 25. 14:15 | Brunckhorst, Gülich 4                   | Gólpassz  | Anderson 6   | Arena Stožice, Ljubljana Nézőszám: 162 Játékvezetők: Tóth Cecília (HUN), Kerem Baki (TUR), Mihkel Männiste (EST) |

### Bronzmérkőzés
| 2023. június 25. 17:00 | Magyarország                            | 68–82     | Franciaország   | Arena Stožice, Ljubljana Nézőszám: 910 Játékvezetők: Luis Castillo (ESP), Andris Aunkrogers (LAT), Michał Proc (POL) |
| 2023. június 25. 17:00 | (8–26, 22–23, 19–12, 19–21) Jegyzőkönyv |           |                 | Arena Stožice, Ljubljana Nézőszám: 910 Játékvezetők: Luis Castillo (ESP), Andris Aunkrogers (LAT), Michał Proc (POL) |
| 2023. június 25. 17:00 | Kiss 21                                 | Pont      | Touré 20        | Arena Stožice, Ljubljana Nézőszám: 910 Játékvezetők: Luis Castillo (ESP), Andris Aunkrogers (LAT), Michał Proc (POL) |
| 2023. június 25. 17:00 | Kiss 7                                  | Lepattanó | Chartereau 6    | Arena Stožice, Ljubljana Nézőszám: 910 Játékvezetők: Luis Castillo (ESP), Andris Aunkrogers (LAT), Michał Proc (POL) |
| 2023. június 25. 17:00 | Goree, Studer 4                         | Gólpassz  | Vukosavljević 5 | Arena Stožice, Ljubljana Nézőszám: 910 Játékvezetők: Luis Castillo (ESP), Andris Aunkrogers (LAT), Michał Proc (POL) |

### Döntő
| 2023. június 25. 20:00 | Spanyolország                            | 58–64     | Belgium      | Arena Stožice, Ljubljana Nézőszám: 1691 Játékvezetők: Maj Forsberg (DEN), Wojciech Liszka (POL), Lorenzo Baldini (ITA) |
| 2023. június 25. 20:00 | (17–13, 15–12, 16–18, 10–21) Jegyzőkönyv |           |              | Arena Stožice, Ljubljana Nézőszám: 1691 Játékvezetők: Maj Forsberg (DEN), Wojciech Liszka (POL), Lorenzo Baldini (ITA) |
| 2023. június 25. 20:00 | Casas 14                                 | Pont      | Meesseman 24 | Arena Stožice, Ljubljana Nézőszám: 1691 Játékvezetők: Maj Forsberg (DEN), Wojciech Liszka (POL), Lorenzo Baldini (ITA) |
| 2023. június 25. 20:00 | Carrera 7                                | Lepattanó | Linskens 15  | Arena Stožice, Ljubljana Nézőszám: 1691 Játékvezetők: Maj Forsberg (DEN), Wojciech Liszka (POL), Lorenzo Baldini (ITA) |
| 2023. június 25. 20:00 | Gil 5                                    | Gólpassz  | Allemand 8   | Arena Stožice, Ljubljana Nézőszám: 1691 Játékvezetők: Maj Forsberg (DEN), Wojciech Liszka (POL), Lorenzo Baldini (ITA) |

## Végeredmény
|  | Részt vehet a 2024-es nyári olimpiai játékok selejtezőjén |

| Arany | Belgium        |  |  |  |  |  |  |  |  |
| Ezüst | Spanyolország  |  |  |  |  |  |  |  |  |
| Bronz | Franciaország  |  |  |  |  |  |  |  |  |
| 4.    | Magyarország   |  |  |  |  |  |  |  |  |
|       |                |  |  |  |  |  |  |  |  |
| 5.    | Szerbia        |  |  |  |  |  |  |  |  |
| 6.    | Németország    |  |  |  |  |  |  |  |  |
| 7.    | Csehország     |  |  |  |  |  |  |  |  |
| 8.    | Montenegró     |  |  |  |  |  |  |  |  |
|       |                |  |  |  |  |  |  |  |  |
| 9.    | Olaszország    |  |  |  |  |  |  |  |  |
| 10.   | Nagy-Britannia |  |  |  |  |  |  |  |  |
| 11.   | Görögország    |  |  |  |  |  |  |  |  |
| 12.   | Szlovákia      |  |  |  |  |  |  |  |  |
|       |                |  |  |  |  |  |  |  |  |
| 13.   | Lettország     |  |  |  |  |  |  |  |  |
| 14.   | Törökország    |  |  |  |  |  |  |  |  |
| 15.   | Szlovénia      |  |  |  |  |  |  |  |  |
| 16.   | Izrael         |  |  |  |  |  |  |  |  |